# Won't Be Long
Singles par Kumi Kōda
Yume no Uta / Futari de...
(2006) Cherry Girl / Unmei
(2006)
Won't Be Long est un single musical, collaboration de Kumi Kōda et du groupe masculin EXILE, sorti sous le label Rhythm Zone le 21 novembre 2006 au Japon. Il atteint la 2e place du classement de l'Oricon. Il se vend à 130 710 exemplaires la première semaine, et reste classé pendant 16 semaines, pour un total de 235 770 exemplaires vendus.
Won't Be Long est une reprise de Da Bubblegum Brothers. Won't Be Long apparaît dans le jeu pour Nintendo DS, Taiko no Tatsujin DS. Cette chanson se trouve en 2 versions différentes sur l'album Black Cherry de Kumi Kōda, et sur l'album Exile Revolution de EXILE.

## Liste des titres
Toutes les chansons sont écrites et composées par Bro.Korn.
| 1. | Won't Be Long                      | h-wonder | 5:14 |
| 2. | Won't Be Long (Karaoke)            | h-wonder | 5:13 |
| 3. | Won't Be Long (Karaoke for Guys)   | h-wonder | 5:13 |
| 4. | Won't Be Long (Karaoke for Ladies) | h-wonder | 5:12 |

| 1. | Won't Be Long |  |
| 2. | Making of     |  |